# هنلو كمب (بيدفوردشير)
هنلو كمب (بالإنجليزية: Henlow Camp)‏ هي قرية تقع في المملكة المتحدة في شرق انجلترا.